# Tribunal Suprem d'Estònia
La Cort Suprema d'Estònia —en estonià: Riigikohus— és la màxima instància judicial del país. Funciona tant com a tribunal de cassació com a cort constitucional. La seva seu es troba a Tartu.

## Història

### Durant el primer període d'independència (1919-1940)
Amb la primera Constitució d'Estònia i la Llei del Tribunal Suprem, l'Assemblea Constituent d'Estònia va establir el Tribunal Suprem com a cort de cassació el 21 d'octubre de 1919. Els primers jutges del tribunal van ser Kaarel Parts (president), Paul Beniko, Rein Koemets, Jaan Lõo, Hugo Reiman, Martin Taevere i Peeter Puusepp. La cort va celebrar la seva primera sessió a la Casa de la Ciutat de Tartu el 14 de gener de 1920. Durant el procés de centralització del poder el 1935, el Tribunal Suprem va ser traslladat a Tallinn, on va funcionar en un edifici especialment remodelat al carrer Wismari. En la seva última sessió, el 31 de desembre de 1940, el tribunal va acceptar una ordre del govern de la RSS d'Estònia per dissoldre's a partir de l'1 de gener de 1941.

### Ocupació soviètica (1940-1991)
El Tribunal Suprem de la RSS d'Estònia era una institució afiliada a nivell republicà al Tribunal Suprem de la Unió Soviètica. Totes les decisions judicials es prenien d'acord amb la Constitució soviètica i la Constitució de la RSS d'Estònia. La composició del tribunal era determinada pel Soviet Suprem de la república cada cinc anys. Estava format per una Sala Civil, una Sala Penal, el Presídium i un tribunal militar. Segons un decret del Soviet Suprem del 8 de maig de 1990, el tribunal va ser separat legalment de la institució nacional. La mesura va entrar en vigor dies després, el 16 de maig.

### Després del restabliment de la independència (des de 1992)
Quan es va adoptar per Referèndum la quarta Constitució d'Estònia, es va crear la base legal per al restabliment del Tribunal Suprem. Rait Maruste va ser designat com el primer president del tribunal. El tribunal restablert va celebrar la seva primera audiència a la Casa de la Ciutat de Tartu el 27 de maig de 1993.

## Palau de Justícia
El 1919, el Govern d'Estònia va assignar una casa senyorial al carrer Aia de Tartu per al Tribunal Suprem. No obstant això, el trasllat a l'edifici designat es va retardar, ja que aquest va ser utilitzat per a les negociacions de pau entre Estònia i la RSFS de Rússia; el 2 de febrer de 1920, l'edifici va acollir la signatura del Tractat de Tartu.
El Tribunal Suprem va funcionar a l'edifici del carrer Aia durant el període de 1920 a 1935. Actualment, l'edifici alberga un institut d'educació secundària: el gimnàs Jaan Poska.
Des de 1935 fins a la seva dissolució el 1940, el tribunal va celebrar sessions a Tallinn, en un edifici situat a l'actual carrer Wismari. El 1993, el Tribunal Suprem es va traslladar a la seva seu actual, l'antic edifici de casernes-infermeria a Lossi 17.

## Sales

### Ple del Tribunal Suprem
Només el ple té l'autoritat per proposar nomenaments i destitucions de jutges inferiors, resoldre queixes disciplinàries contra jutges i autoritzar declaracions d'incapacitat de membres del Riigikogu, del president d'Estònia, del canceller de justícia o de l'auditor general. Qualsevol sala inferior del tribunal pot remetre un cas al ple, i totes les decisions preses per aquest són vinculants per a les altres sales. El 2012, per exemple, el tribunal es va reunir en ple per decidir sobre la legalitat del Mecanisme Europeu d'Estabilització. El cas va ser remès per la Sala de Revisió Constitucional a causa de la seva naturalesa pública i polèmica.